# فيفيان منساه
فيفيان منساه (بالإنجليزية: Vivan Mensah) (13 يونيو 1972 - ) هي لاعبة كرة قدم غانية في مركز الهجوم.

## وصلات خارجية
- فيفيان منساه على موقع الاتحاد الدولي (مؤرشف)  (الإنجليزية)
- فيفيان منساه على موقع قاعدة بيانات كرة القدم.إي يو (الإنجليزية)